# Jack Lord
John Joseph Patrick Ryan (New York, 30 december 1920 - Honolulu, 21 januari 1998), beter bekend onder het pseudoniem Jack Lord, was een Amerikaans acteur.
Lord werd vooral bekend als detective Steve McGarrett uit de langlopende televisieserie Hawaii Five-O. Ook speelde hij onder meer in de eerste Bondfilm Dr. No en in de western Man of the West Tevens was hij te zien in verscheidene Broadway-producties en stond hij bekend als een begenadigd kunstenaar. Sommige van zijn schilderijen werd aangekocht door het Metropolitan Museum of Art toen Lord nog maar twintig jaar was.
Lord stopte met acteren in 1980, na het einde van Hawaii Five-O.
Van 1954 tot aan zijn dood was hij getrouwd met Marie Denarde. Hij was tussen 1942 en 1947 al getrouwd met Ann Willard. Uit dit huwelijk werd een zoon geboren, die Lord slechts één keer gezien heeft als baby. De zoon kwam op 13-jarige leeftijd om het leven bij een ongeluk.
In zijn laatste jaren leed hij aan de ziekte van Alzheimer, maar hij stierf aan hartfalen.

## Rollen
- Project X (1949) - John Bates
- Cry Murder (1950) - Tommy Warren
- The Tattooed Stranger Det. Deke Del Vecchio (Niet op aftiteling)
- Man Against Crime Televisieserie - Rol onbekend (Afl., The Chinese Dolls, 1954)
- Suspense Televisieserie - Rol onbekend (Afl., String, 1954)
- Danger Televisieserie - Rol onbekend (Afl., Season for Murder, 1955)
- Armstrong Circle Theatre Televisieserie - Rol onbekend (Afl., Buckskin, 1955)
- Appointment with Adventure Televisieserie - Rol onbekend (Afl., Five in Judgment, 1955)
- The Elgin Hour Televisieserie - Lieutenant Davis (Afl., Combat Medics, 1955)
- The Court-Martial of Billy Mitchell (1955) - Lt. Cmdr. Zachary 'Zack' Lansdowne
- Studio One Televisieserie - Paul Chester (Afl., An Incident of Love, 1956)
- The Philco Television Playhouse Televisieserie - Rol onbekend (Afl., This Land Is Mine, 1956)
- The Vagabond King (1956) - Ferrebone
- Studio One Televisieserie - Matt (Afl., A Day Before Battle, 1956)
- Williamsburg: The Story of a Patriot (1957) - John Fry
- Conflict Televisieserie - Rol onbekend (Afl., Pattern for Violence, 1957)
- Climax! Televisieserie - Charlie Mullaney (Afl., Mr. Runyon of Broadway, 1957)
- Tip on a Dead Jockey (1957) - Jimmy Heldon
- Playhouse 90 Televisieserie - Jim Kester (Afl., Lone Woman, 1957)
- Have Gun - Will Travel Televisieserie - Dave Enderby (Afl., Three Bells to Perdido, 1957)
- Gunsmoke Televisieserie - Myles Brandell/Nate Brandell (Afl., Doc's Reward, 1957)
- Playhouse 90 Televisieserie - Homer Aswell (Afl., Reunion, 1958)
- The True Story of Lynn Stuart (1958) - Willie Down
- God's Little Acre (1958) - Buck Walden
- Man of the West (1958) - Coaley
- U.S. Marshal Televisieserie - Matt Bonner (Afl., Sentenced to Death, 1958)
- The Millionaire Televisieserie - Lee Randolph (Afl., The Lee Randolph Story, 1958)
- Letter to Loretta Televisieserie - Joe (Afl., Marriage Crisis, 1959)
- The Hangman (1959) - Johnny Bishop
- Rawhide Televisieserie - Blake (Afl., Incident of the Calico Gun, 1959)
- The Untouchables Televisieserie - Bill Hagen (Afl., The Jake Lingle Killing, 1959)
- The Lineup Televisieserie - Rol onbekend (Afl., The Strange Return of Army Armitage, 1959)
- Alcoa Presents: One Step Beyond Televisieserie - Dan Gardner (Afl., Father Image, 1959)
- Bonanza Televisieserie - Clay Renton (Afl., The Outcast, 1960)
- Walk Like a Dragon (1960) - Linc Bartlett
- Naked City Televisieserie - Chuck Lennon (Afl., The Human Trap, 1960)
- Route 66 Televisieserie - Gabe Johnson (Afl., Play It Glissando, 1961)
- Stagecoach West Televisieserie - Russ Doty (Afl., House of Violence, 1961)
- The Americans Televisieserie - Charlie Goodwin (Afl., Half Moon Road, 1961)
- Outlaws Televisieserie - Jim Houston (Afl., The Bell, 1961)
- Stagecoach West Televisieserie - Johhny Kane (Afl., The Butcher, 1961)
- Rawhide Televisieserie - Paul Evans (Afl., Incident of His Brother's Keeper, 1961)
- Cain's Hundred Televisieserie - Rol onbekend (Afl., Dead Load, 1961)
- Checkmate Televisieserie - Ernie Chapin (Afl., Star System, 1962)
- Dr. No (1962) - Felix Leiter
- Stoney Burke Televisieserie - Stoney Burke (1962-1963)
- Dr. Kildare Televisieserie - Dr. Frank Michaels (Afl., A Willing Suspension of Disbelief, 1964)
- The Greatest Show on Earth Televisieserie - Wally Walker (Afl., Man in a Hole, 1964)
- The Reporter Televisieserie - Nick Castle (Afl., How Much for a Prince?, 1964)
- Wagon Train Televisieserie - Lee Barton (Afl., The Echo Pass Story, 1965)
- Twelve O'Clock High Televisieserie - Lt. Col. Preston Gallagher (Afl., Big Brother, 1965)
- Bob Hope Presents the Chrysler Theatre Televisieserie - Abe Perez (Afl., The Crime, 1965)
- Kraft Suspense Theatre Televisieserie - Paul Campbell (Afl., The Long Ravine, 1965)
- The Loner Televisieserie - Reverend Mr. Booker (Afl., The Vespers, 1965)
- Combat! Televisieserie - Barney McKlosky (Afl., The Linesman, 1965)
- Laredo Televisieserie - Jab Harlan (Afl., Above the Law, 1966)
- Bob Hope Presents the Chrysler Theatre Televisieserie - Don Owens (Afl., The Faceless Man, 1966)
- Twelve O'Clock High Televisieserie - Col. Yates (Afl., Face of a Shadow, 1966)
- The Virginian Televisieserie - Roy Dallman (Afl., High Stakes, 1966)
- Bob Hope Presents the Chrysler Theatre Televisieserie - Harry Marcus (Afl., Storm Crossing, 1966)
- The Doomsday Flight (Televisiefilm, 1966) - Special Agent Frank Thompson
- The Invaders Televisieserie - George Vikor (Afl., Vikor, 1967)
- The Fugitive Televisieserie - Alan Bartlett (Afl., Goodbye Mr. Love, 1967)
- Ride to Hangman's Tree (1967) - Guy Russell
- Ironside Televisieserie - John Trask (Afl., Dead Man's Tale, 1967)
- The Man from U.N.C.L.E. Televisieserie - Philos Mandor (Afl., The Master's Touch Affair, 1967)
- The High Chaparral Televisieserie - Dan Brookes (Afl., The Kinsman, 1968)
- The Counterfeit Killer (1968) - Don Owens
- The Name of the Game Is Kill (1968) - Symcha Lipa
- Hawaii Five-O: Cocoon (Televisiefilm, 1968) - Det. Steve McGarrett
- Hawaii Five-O Televisieserie - Det. Steve McGarrett (228 afl., 1968-1980)
- M Station: Hawaii (Televisiefilm, 1980) - Admiraal Henderson

## Trivia
- Lord was kandidaat voor de rol van Captain Kirk in Star Trek maar werd afgewezen omdat hij ook co-producent en -eigenaar van de serie wilde zijn.
- De actrice Traci Lords nam dit pseudoniem aan als eerbetoon aan Jack Lord.
- Verwierf tevens veel faam door zijn altijd strakke kapsel.
- In de film Screwed met Danny DeVito werd uit eerbetoon aan Lord een script opgezet waarin het draaide om de Jack Lord fanclub.
- Ging dikwijls gekleed in een donker pak, een Hawaiiblouse en een Panamahoed
- Elvis Presley noemde Jack Lord zijn favoriete acteur en vermeldde tijdens zijn beroemde Aloha From Hawaii-concert, het eerste concert dat ooit live via satelliet werd uitgezonden, dat Jack Lord bij hem in het publiek zat.

## Bron
- (en) Internet Movie Database

- Bibliothèque nationale de France: cb14200383d (data)
- Gemeinsame Normdatei: 1144561205
- International Standard Name Identifier: 0000 0001 1493 1242
- Library of Congress Control Number: n81064607
- National Archives and Records Administration: 10568386
- Nationale Bibliotheek van Tsjechië: xx0132982
- Nationale Bibliotheek van Israël: 987007426854905171
- SNAC: w6mm9916
- Virtual International Authority File: 69140759
- WorldCat: E39PBJvRPVrKHkFhBrRpBMtHYP